# Sárgacsőrű rigótimália
A sárgacsőrű rigótimália (Turdoides affinis) a madarak osztályának verébalakúak (Passeriformes) rendjébe és a Leiothrichidae családjába tartozó faj.
Magyar név forrással, nincs megerősítve.

## Rendszerezése
A fajt Thomas C. Jerdon brit zoológus írta le 1845-ben, a Malacocircus nembe Malacocircus affinis néven, egyes szervezetek a jelenleg is ide sorolják.

## Alfajai
- Turdoides affinis affinis (Jerdon, 1845)
- Turdoides affinis taprobanus Ripley, 1958[1]

## Előfordulása
Dél-Ázsiában, India déli részén és Srí Lanka szigetén honos. A természetes élőhelye a szubtrópusi vagy trópusi száraz cserjések és szavannák, valamint ültetvények és vidéki kertek. Állandó, nem vonuló faj.

## Megjelenése
Testhossza 23 centiméter, testtömege 63 gramm.

## Életmódja
Rovarokkal táplálkozik.